# یونکرس ال۸۸
یونکرس ال۸۸ (به انگلیسی: Junkers L88) یک هواگرد ساختِ کارخانهٔ یونکرس در کشور آلمان است .